# Megapodius nicobariensis
El talégalo de Nicobar o telégala de Nicobar  (Megapodius nicobariensis) es una especie de ave galliforme de la familia Megapodiidae endémica de algunas de las islas Nicobar (en la India). Como los demás megapódidos construye grandes montículos como nido con tierra y vegetación, donde sus huevos se incuban por el calor producido por la descomposición. Los pollos recién eclosionados salen del montículo completamente emplumecidos y capaces de volar. Las islas Nicobar están en el límite de la distribución de los megapódidos, bastante separados del resto de sus parientes. Al estar confinados en pequeñas islas y acosados por la caza la especie se considera vulnerable. Se cree que el tsunami de 2004 aniquiló la población de algunas islas y redujo la de otras.

## Descripción

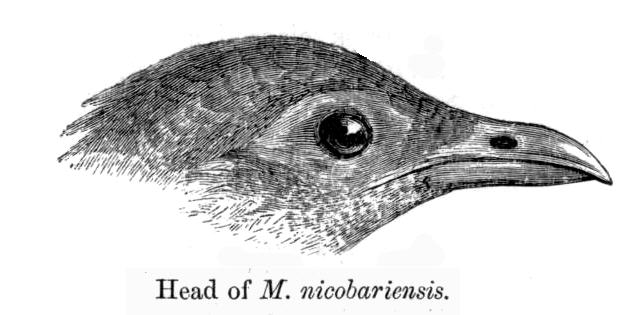
Dibujo de la cabeza.

Su plumaje es pardo y tiene la cola corta. Los megapódidos reciben su nombre por sus grandes pies, característica que comparte esta especie. Sus tarsos están desnudos y tiene el dedo trasero situado al mismo nivel que los frontales, a diferencia de las otras galliformes, lo que les permite agarrar objetos mejor. El tarso tiene escamas anchas y lisas en la parte frontal. Su cola es corta y tiene doce plumas. Su cabeza es más grisácea y tiene el píleo castaño rojizo y una carúncula rojiza en la zona del rostro que rodea los ojos. Los machos y las hembras son muy similares pero el macho en tonos más oscuros en general mientras que las hembras son más grisáceas en las partes inferiores. Los juveniles tienen el rostro completamente emplumecido y los polluelos tienen una cola pequeña similar a la de las perdices y presentan listado rojizo en la espalda y las alas. La subespecie nominal es más clara que abbotti de las islas al sur del estrecho de Sombrero.

## Taxonomía
Esta especie fue recolectada por el reverendo Jean Pierre Barbe y descrita por Edward Blyth en 1846. Algunos investigadores han considerado que esta especie era una subespecie el talégalo de Freycinet (Megapodius freycinet). Se desconoce la isla exacta de la que procede el espécimen tipo original y uno posterior recolectado en la isla Trinkat, descrita como Megapodius trinkutensis ahora se considera idéntico a la subespecie nominal. En 1901 W L Abbott recolectó especímenes en Pequeña Nicobar que fueron descritos en 1919 por H C Oberholser como una subespecie abbotti nueva, distinguible por su plumaje más oscuro.

## Distribución y estatus

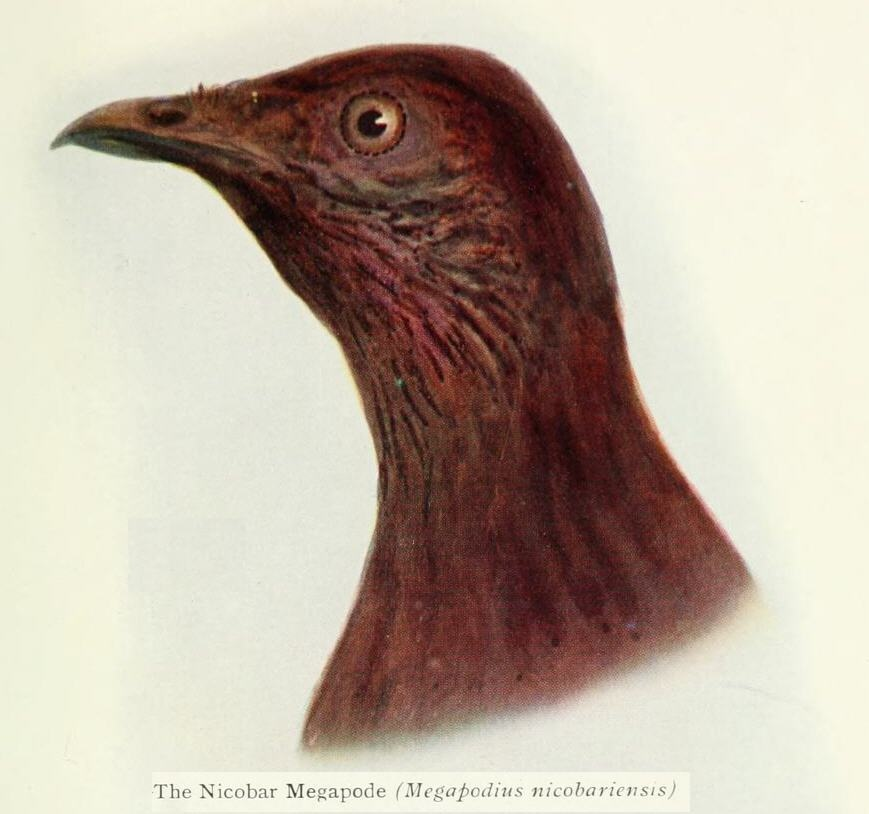
Ilustración de 1919.

La especie se encuentra únicamente en las islas Nicobar. Esta área de distribución está bastante separada de la zona de distribución principal de los megapódiods (especialmente del género Megapodius) por lo que en 1911 se sugirió que podrían haber sido introducidos en las islas por los isleños nativos, ya que muchos megápodos son domesticados por los nativos de la región. There have been suggestions that the species may have formerly occurred in the Andaman Islands as there are some late 19th century reports of the species on Great Coco and Table Island. La subespecie nominal se encuentra en las islas al norte del estrecho de Sombrero mientras que la subespecie abbotti se encuentra en las del sur. Se ha encontrado en las islas de Tillanchong, Bompoka, Teressa, Camorta, Trinkat, Nancowry, Katchall, Meroe, Trax, Treis, Menchal, Pequeña Nicobar, Kondul, Gran Nicobar y la isla de los megápodos. La especie podría haberse encontrado en Car Nicobar a comienzos del siglo XIX. Un censo tras el tsunami 2004 indicó que la especie había desaparecido de las islas de Trax y de los megápodos. Los huevos y los adultos son considerados comida por los nativos por lo que estas aves se han trasportado entre islas. El ornitólogo del síglo XIX A O Hume describió el sabor de su carne como intermedio entre «un pavo gordo de Norfolk y un faisán gordo de Norfolk».

## Comportamiento y ecología

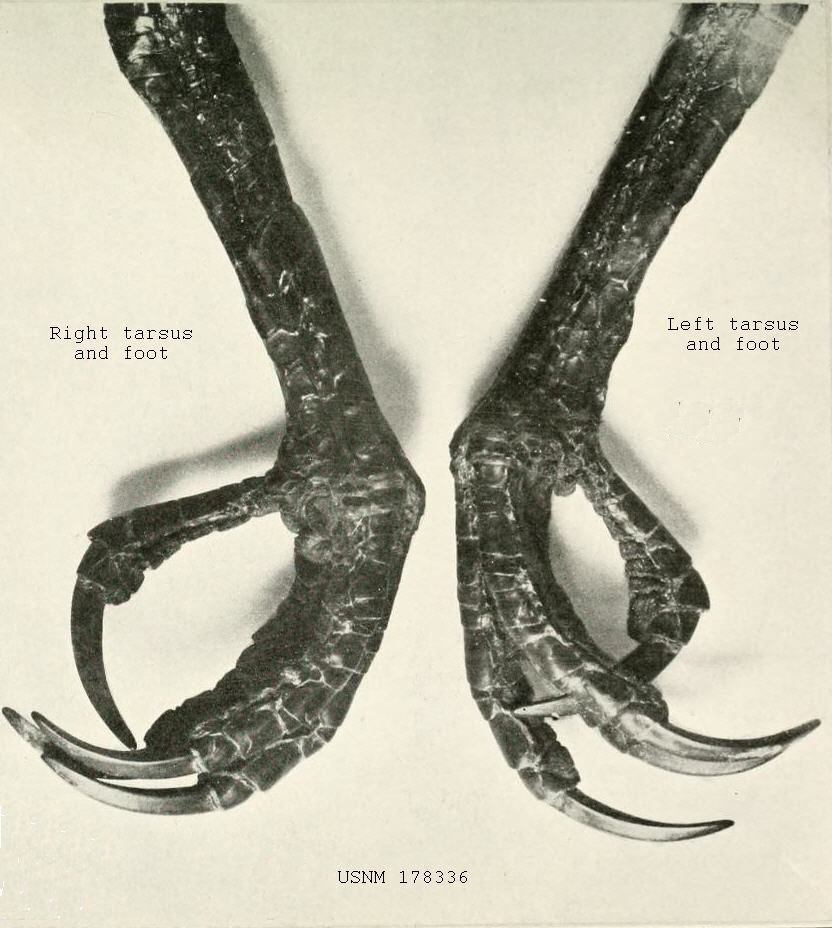
Patas disecadas en un museo.

El talégalo de Nicobar es de hábitos discretos. Durante el día se trasladan a través selva densa cercana a la costa. Por la noche se aventuran a salir a las costas. Se desplazan en parejas o grupos pequeños. El grupo puede estar formado por aves de varias especies incluidos los recién nacidos. Cuando se les perturba prefieren escapar corriendo pero terminan volando si se les presiona. El grupo se mantiene en contacto mediante llamadas similares a risotadas. Las parejas realizan llamadas a dúo para defender su territorio. Muchas de las especies del género son monógamas, pero el talégalo de Nicobar Megapode solo forma lazos de pareja temporales.
El talégalo de Nicobar es omnívoro. Encuentra su alimento principalmente escarbando y rebuscando entre los detritos del suelo con sus patas. Un estudio realizado en Gran Nicobar encontró mediante exámenes de su estómago que su alimentación se compone principalmente de semillas de Macaranga peltata seguida por los insectos, caracoles, crustáceos y reptiles. También ingieren gravilla para ayudarse a hacer la digestión y se les ha observado bebiendo agua de lluvia.

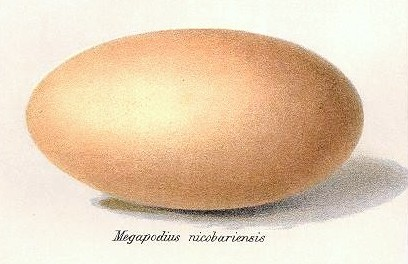
Sus huevos son alargados.

Como sus demás congéneres, construye grandes montículos para anidar. Sitúan sus montículos generalmente están cerca de la costa. Están compuestos por arena coralina, diminutas conchas y materia vegetal como hojas, ramitas y otros detritos. Están construidos en terreno abierto o junto a troncos caídos, tocones o grandes árboles vivos. Suelen reutilizar los montículos excavando la capa superior de arena y amontonando nueva materia vegetal. El tamaño de los montículos varía considerablemente, desde menos de un metro cúbico a más de diez, aunque esto no tiene un efecto en su capacidad de incubación. Sus huevos tienen forma elíptica alargada y pesan un sexto del peso del ave, por lo que son relativamente grandes. La época de mayor puesta de huevos está entre febrero y mayo. Los huevos son rosáceos sin marcas ni brillo, y pierden el color con el tiempo. Los huevos son enterrados en el montículo cubiertos de material vegetal y tierra. Cada montículo contiene una media de 4 o 5 huevos, pero se han llegado a registrar hasta 10, en etapas de desarrollo muy diferentes. Cada montículo es usado par más de una pareja de aves. La actividad microbiana es la fuente principal de calor para la incubación en los montículos. La incubación se prolonga por un periodo de 70–80, variando según la temperatura.
Los pollos eclosionan totalmente emplumecidos, y tan pronto como se secan pueden volar. No necesitan ningún cuidado parental y se unen a los grupos inmediatamente. En la década de 1900 los huevos que se llevaron al zoo de Calcuta, al eclosionar se criaron a base de termitas y crecieron muy mansos.